# Kimminsoperla
Kimminsoperla is een geslacht van steenvliegen uit de familie Notonemouridae. De wetenschappelijke naam van het geslacht is voor het eerst geldig gepubliceerd in 1961 door Illies.

## Soorten
Kimminsoperla omvat de volgende soorten:
- Kimminsoperla albomacula (Kimmins, 1951)
- Kimminsoperla biloba Illies, 1975
- Kimminsoperla hystrix Illies, 1975
- Kimminsoperla kaputaris Theischinger, 1980
- Kimminsoperla mcalpinei Theischinger, 1981
- Kimminsoperla neboissi Theischinger, 1988
- Kimminsoperla williamsi Illies, 1975